# جونارس
غونارس ( Friulian ) هي بلدة ومدينة بالقرب من بالمانوفا في فريولي ، شمال شرق إيطاليا .

## تاريخ

### الحرب العالمية الثانية
في 23 فبراير 1942 ، أنشأ النظام الفاشي معسكر اعتقال في المدينة ، معظمه للسجناء من سلوفينيا وكرواتيا الحالية. وصلت أول عملية نقل لـ 5343 معتقلاً (1643 منهم أطفال) بعد يومين من مقاطعة ليوبليانا ومن معسكر راب ومن معسكر مونيغو بالقرب من تريفيزو .
تم تفكيك المعسكر في 8 سبتمبر 1943 ، مباشرة بعد الاستسلام الإيطالي. واُدخرت جهود لمحو جميع أدلة هذه البقعة السوداء من التاريخ الإيطالي. دمرت مباني المخيم ، واستخدمت المواد لبناء روضة أطفال قريبة ، وتحول الموقع إلى مرج . فقط في عام 1973 ، تم إنشاء الخزانة من قبل النحات ميودراغ زيفكوفيتش في مقبرة المدينة. تم نقل رفات 453 ضحية سلوفينية وكرواتية إلى سردابها تحت الأرض. يُعتقد أن ما لا يقل عن 50 شخصًا إضافيًا لقوا حتفهم في المخيم بسبب الجوع والتعذيب . بصرف النظر عن الحرم المائي ، لا يوجد دليل آخر على وجود المخيم وحتى العديد من السكان المحليين غير مدركين له.
كان من بين الأشخاص المحتجزين في المخيم العالم أليش ستروجنيك ، والكاتب فيتوميل زوبان ، والشعراء ألويز غرادنيك ، وفرنسا بالانتيتش ، والمؤرخان بوجو جرافيناور وفاسيليج ميليك ، والنحات جاكوب سافينسك ، والكاتب المسرحي والمقال بويان شتيه ، والصحفي إرنست بيترين ، والسياسيون أنطون بوريسو . Kraigher وفرنسا Bučar .

## المدن المتشابهة
- Vrhnika، Slovenia

## روابط خارجية
- الموقع الرسمي لمعسكر الاعتقال التذكاري
- مقال من موقع Romacivica.net باللغة الإيطالية